# Домб'є (гміна, Кросненський повіт)
Гміна Домб'є (пол. Gmina Dąbie) — сільська гміна у північно-західній Польщі. Належить до Кросненського повіту Любуського воєводства.
Станом на 31 грудня 2011 у гміні проживало 5069 осіб.

## Площа
Згідно з даними за 2007 рік площа гміни становила 170.04 км², у тому числі:
- орні землі: 42.00%
- ліси: 50.00%

Таким чином, площа гміни становить 12.23% площі повіту.

## Населення
Станом на 31 грудня 2011:
| Опис     | Загалом | Загалом | Чоловіки | Чоловіки | Жінки | Жінки |
| -------- | ------- | ------- | -------- | -------- | ----- | ----- |
| одиниця  | осіб    | %       | осіб     | %        | осіб  | %     |
| все      | 5069    | 100     | 2593     | 51.15    | 2476  | 48.85 |
| міське   | 0       | 100     | 0        |          | 0     |       |
| сільське | 5069    | 100     | 2593     | 51.15    | 2476  | 48.85 |

## Сусідні гміни
Гміна Домб'є межує з такими гмінами: Бобровіце, Кросно-Оджанське, Новогруд-Бобжанський, Свідниця, Червенськ.